# Allgemeine Psychologie
Die Allgemeine Psychologie ist eine Teildisziplin der Psychologie. Die Bezeichnung „allgemein“ geht auf ihren universalistischen Ansatz zurück: Sie befasst sich mit den psychischen Funktionen, die allen Menschen gemein sind, im Gegensatz zu anderen Teilbereichen der Psychologie (wie z. B. der Persönlichkeitspsychologie). Einen bedeutsamen Teilbereich bildet die Kognitionspsychologie.

## Bereiche und Methoden
Insbesondere werden die folgenden Bereiche abgedeckt:
- Wahrnehmung bzw. Wahrnehmungspsychologie
- Bewusstsein und Aufmerksamkeit
- Motivation bzw. Motivationspsychologie
- Emotion bzw. Emotionspsychologie
- Volition
- Lernen bzw. Lernpsychologie und Konditionierung
- Kategorisierung und Wissenserwerb
- Gedächtnis und Wissensrepräsentation
- Sprachproduktion und Sprachverstehen bzw. Sprachpsychologie
- Denken bzw. Denkpsychologie
- Problemlösen und Logisches Schließen

Die Allgemeine Psychologie beschäftigt sich mit u. a. folgenden Fragestellungen: Welche grundlegenden und allgemein gültigen Aussagen lassen sich hinsichtlich des menschlichen Verhaltens und Erlebens machen? Welche Regelmäßigkeiten und Zusammenhänge lassen sich im Erleben und Verhalten der Menschen finden?
In der deutschsprachigen Psychologie wurde zeitweise zwischen "Allgemeine Psychologie I" (Wahrnehmung, Gedächtnis, Denken) und "Allgemeine Psychologie II" (Lernen, Motivation, Emotion) unterschieden. Manchmal erfolgte auch eine umgekehrte Zuordnung und sachlich ist diese Abgrenzung durchaus nicht unproblematisch (etwa wegen des engen Zusammenhangs von Lernen und Gedächtnis oder von Lernen und Denken). Sie geht aber auf eine frühere in Deutschland verbreitete Prüfungsordnungen zurück, und diese Begriffe sind bei der Bezeichnung von Professuren und Vorlesungen teilweise weiterhin in Gebrauch. 
Die Forschung der Allgemeinen Psychologie beruht auf empirischen Beobachtungen, die vorzugsweise in kontrollierten Experimenten vorgenommen werden, weshalb sie auch im englischen Sprachraum als Experimental Psychology bezeichnet wird.

## Geschichte
Die Allgemeine Psychologie ist ein Fachgebiet, dessen einzelne Themenbereiche jeweils eine lange und bedeutende Geschichte aufweisen. Insbesondere die Wahrnehmungspsychologie nahm im 19. und frühen 20. Jahrhundert eine zentrale Stellung ein. Wichtige Beiträge stammen von Wissenschaftlern wie Gustav Theodor Fechner, Georg Elias Müller sowie von Vertretern der Gestaltpsychologie, darunter Max Wertheimer und Wolfgang Metzger. Auch die Aktualgenese wurde im Rahmen der Ganzheitspsychologie durch Friedrich Sander intensiv untersucht.
Ein weiteres Kernthema der Allgemeinen Psychologie ist das Lernen, das sowohl in der Reflexologie und im Behaviorismus (z. B. durch John B. Watson, Edward Tolman und B. F. Skinner) als auch in der Gestalt- und Feldtheorie (Wolfgang Köhler, Kurt Lewin) untersucht wurde. Das Gedächtnis wurde in der Psychologie durch Pionierarbeiten wie die Experimente von Hermann Ebbinghaus und Sigmund Freuds Gedächtnistheorien geprägt. In jüngerer Zeit sind insbesondere Fragen zum autobiografischen Gedächtnis in den Fokus gerückt.
Edwin G. Borings Geschichte der experimentellen Psychologie (1950, ursprünglich 1929 veröffentlicht) stellt eine umfassende Dokumentation der historischen Entwicklung dar. Das Werk beleuchtet vor allem die Geschichte der Allgemeinen Psychologie und bleibt trotz einiger methodischer und historischer Ungenauigkeiten, insbesondere in der Darstellung der Arbeiten Wilhelm Wundts, eine wertvolle Informationsquelle.